# Flávia
A Flávia latin eredetű női név, jelentése: a Flavius nemzetséghez tartozó; szőke. Férfi párja: Fláviusz.

## Gyakorisága
Az 1990-es években szórványos név, a 2000-es években nem szerepel a 100 leggyakoribb női név között.

## Névnapok
- október 5.[2]

## Híres Fláviák
- „Flávia” utónevű személyek szócikkeinek listája a Wikidata alapján
- „Flavia” utónevű személyek szócikkeinek listája a Wikidata alapján